# Junior Moukoko
Junior Moukoko est un footballeur congolais né le 19 juin 1985 à Kinshasa. Cet attaquant joue pour le club du Kawkab Athlétique Club Marrakech.

## Biographie
Il est formé en France au sein de l'Auxerre avant de rejoindre la Berrichonne de Châteauroux en D2. Il intègre par la suite un club de division inférieure, l'Olympique Croix-de-Savoie, avant de rejoindre le Servette de Genève où il joue plus d'une saison marquant 11 buts.
Après 8 mois de chômage, il signe au FC Libourne, en CFA.
Le 25 août 2009 Junior Moukoko signe pour un an et demi en faveur du Wydad Casablanca. Le 25 mai Junior Moukoko se voit remercié, en ayant inscrit seulement 1 but lors d'un match face au Maghreb de Fès.
Il est alors recruté par le Kawkab de Marrakech.

### Clubs
- <2003 : AJ Auxerre (Jeunes)
- 2003-2006 : LB Châteauroux
- 2006-2007 : Croix de Savoie
- 2007-déc 2008 : Servette FC
- 2009-déc 2009 : FC Libourne
- Déc 2009-juin 2010 : Wydad de Casablanca
- 2010-août : Kawkab de Marrakech
- 2013 : FC Monthey
- 2014 : AS Neydens
- 2017 : US Saint-Gingolph(Suisse)

### Palmarès
- Championnat du Maroc :
  - Champion en 2010 (Wydad de Casablanca)